# 건화 (후한)
건화(建和)는 중국 후한(後漢) 환제(桓帝)의 첫 번째 연호이다. 147년에서 149년까지 3년 동안 사용하였다.

## 개원
건화(建和) 원년 1월 1일(147년 2월 18일)에 연호를 건화(建和)로 개원함.

## 연대대조표
| 건화                | 원년       | 2년        | 3년        |
| 서력                | 147년      | 148년      | 149년      |
| 육십간지 (六十干支) | 정해(丁亥) | 무자(戊子) | 기축(己丑) |

## 같이 보기
- 다른 왕조의 같은 연호
  - 남량(南凉) 건화(400년 ~ 401년)

- 중국의 연호